# Adrián Portela
Adrián Portela (n. Morón, 8 de marzo de 1986) es un jugador argentino de balonmano que se inicio en el Club Atlético River Plate de Argentina. Actualmente forma parte del Balonmano Ciudad de Málaga, de la División de Honor Plata en España. Era habitual jugador de la Selección de Balonmano de Argentina.
Compitió en el Campeonato Mundial de Balonmano Masculino de 2013 en España,  Campeonato Mundial de Balonmano Masculino de 2015 en Catar y en el de Francia en 2017. Además, obtuvo con la Selección de balonmano de Argentina títulos como el Campeonato Panamericano de Balonmano Masculino de 2012 en Buenos Aires y el Campeonato Panamericano de Balonmano Masculino de 2014 en Canelones, Uruguay. Disputó los Juegos Panamericanos Toronto 2015. También formó parte del equipo argentino que disputó Balonmano en los Juegos Olímpicos de Río de Janeiro 2016.